# Karl Huber (Jurist, 1915)

Karl Huber (1971)

Karl Huber (* 18. Oktober 1915 in St. Gallen; † 16. September 2002 in Köniz; heimatberechtigt in Häggenschwil) war ein Schweizer Jurist. Das Mitglied der CVP war von 1968 bis 1981 Bundeskanzler.

## Biografie
Nach dem Schulbesuch in St. Gallen studierte Huber Rechtswissenschaft an der Universität Bern und erlangte 1939 den Grad eines Dr. jur. Nach seiner Militärzeit trat er 1941 als juristischer Mitarbeiter in das Volkswirtschaftsdepartement ein. Von 1954 bis 1967 leitete er das Department und war ab 1957 während der Verhandlungen über die Gründung der EFTA auch Generalsekretär des Volkswirtschaftsdepartements. 1967 wurde Huber zum Bundeskanzler gewählt, als erste Person seit 1881, die zuvor nicht in der Bundeskanzlei gearbeitet hatte. Das Amt hatte er bis 1981 inne.
Als Folge der so genannten Mirage-Affäre wurde die Bundeskanzlei 1968 durch eine Verwaltungs- und Regierungsreform zur Stabsstelle des Bundesrates aufgewertet. Unter Huber wurde das Entscheidungsverfahren des Bundesrates gestrafft und rationalisiert. Das 1977 in einer Volksabstimmung angenommene Verwaltungsorganisationsgesetz schrieb das zunächst verwaltungsintern eingeführte Vernehmlassungsverfahren gesetzlich fest. In seiner Amtszeit wurden die Parlamentsdienste, wenn auch nur organisatorisch, von der Bundeskanzlei getrennt.
Huber zeichnete sich dadurch aus, dass er über Parteigegensätze hinweg in der Lage war, lösungsorientiert zu arbeiten und Konsenslösungen im Bundesrat herbeizuführen. Er bemühte sich um eine verständliche Gesetzessprache und um einen einheitlichen Aufbau der Rechtsakte. Huber wurde zeitweise als achter Bundesrat bezeichnet, der Historiker Urs Altermatt nennt ihn eine graue Eminenz. Die Universität Fribourg verlieh Huber die Ehrendoktorwürde. Zu seinem 65. Geburtstag gaben Hans Peter Fagagnini und Hans Wili eine Festschrift unter dem Titel Staatsreform wohin? heraus.